# Slag bij Waynesboro (Virginia)
De Slag bij Waynesboro vond plaats op 2 maart 1865 nabij Waynesboro in  Augusta County Virginia tijdens de Amerikaanse Burgeroorlog. Tijdens deze confrontatie werden de laatste restanten van de legermacht van luitenant-generaal Jubal Early verslagen en vernietigd.

## Achtergrond

Slag bij Waynesboro in Virginia

Op 27 februari 1865 reed de Noordelijke generaal-majoor Philip Sheridan met twee cavaleriedivisies van Winchester via de Shenandoahvallei naar Staunton. Hij had bevelen ontvangen om zijn cavalerie in zuidelijke richting te dirigeren om aansluiting te zoeken bij generaal-majoor William T. Shermans leger die verwikkeld was in de Carolina's-veldtocht.
Op 28 maart botste de divisie onder leiding van brigadegeneraal George Armstrong Custer op 300 Zuidelijke cavaleristen, onder leiding van Thomas Rosser die de brug over de Middle river beschermde in de buurt van Mount Crawford. Rosser stak de brug in brand om de Noordelijke opmars te vertragen. Custer liet twee van zijn regimenten de rivier overzwemmen om de vijandelijke flank aan te vallen. Custer verjoeg de Zuidelijken, kon de brug redden van het vuur en zette daarna zijn tocht naar Staunton verder.

## De slag
In tegenstelling tot zijn staande orders wou Sheridan de kleine strijdmacht van Early vernietigen. Daarom boog hij af in oostelijke richting in plaats van naar het zuiden te rijden richting Sherman. Custers divisie reed in de gietende regen via modderige wegen toen hij op 2 maart op de restanten van Early’s Army of the Valley botste bij Waynesboro Virginia. Early had een sterke defensieve linie uitgebouwd. Zijn eenheden stonden opgesteld op een heuvelrug bij de South River. Zijn artillerie (11 tot 14) kanonnen konden iedere Noordelijke opmars bedreigen. Zijn linkerflank liet hij open in de verkeerde veronderstelling dat een nabijgelegen bosje de Noordelijke cavalerie wel zou tegenhouden. Na een korte strijd werd Early’s strijdmacht net via de linkerflank opgerold en  vernietigd. De Zuidelijke generaal William Henry Harman werd gedood in een poging om de Zuidelijken te hergroeperen.

## Gevolgen
Ongeveer 1.500 Zuidelijke soldaten gaven zich over. Early en enkele leden van zijn staf slaagden erin om te ontkomen. Sheridan stak de Blue Ridge Mountains over richting Charlottesville. Zijn cavalerie vernietigde de James River Canal bij Goochland Courth House. Op 26 maart sloot hij zich aan bij de Army of the Potomac net op tijd om deel te nemen aan de Appomattoxveldtocht. Early werd door Robert E. Lee ontslagen.